# Markaz Abū al Maţāmīr
Markaz Abū al Maţāmīr (arabiska: مركز أبو المطامير) är en region i Egypten.   Den ligger i guvernementet Beheira, i den norra delen av landet, 130 km nordväst om huvudstaden Kairo. Antalet invånare är 44 415.